# Staatliche Inspektion für Atomenergiewirtschaftssicherheit
Die Staatliche Inspektion für Atomenergiewirtschaftssicherheit (lit. Valstybinės atominės energetikos saugos inspekcija) ist eine staatliche nationale Behörde für Sicherheit der Atomenergiewirtschaft Litauens und untersteht der Regierung Litauens. Sie hat ihren Sitz in Vilnius.

## Leitung
- 2001: Saulius Aloyzas Bernardas Kutas
- seit 2012: Michailas Demčenko (* 1958)